# J-Tull Dot Com
J-Tull Dot Com (1999) je jméno alba skupiny Jethro Tull. Připomíná jejich oficiální internetovou stránku, J-Tull.com Archivováno 20. 6. 2013 na Wayback Machine. a může být považováno za podporu nově nalezeného místa na internetu. Adresa Jethro.Tull.com totiž byla dříve zaregistrována spekulantem s internetovými adresami.
Album vyšlo 4 roky po Roots to Branches, které vyšlo 1995.

## Seznam skladeb
| Pořadí         | Název               | Délka |
| -------------- | ------------------- | ----- |
| 1.             | Spiral              | 3:50  |
| 2.             | Dot Com             | 4:25  |
| 3.             | Awol                | 5:19  |
| 4.             | Nothing At All      | 0:56  |
| 5.             | Wicked Windows      | 4:40  |
| 6.             | Hunt By Numbers     | 4:00  |
| 7.             | Hot Mango Flush     | 3:49  |
| 8.             | El Niño             | 4:40  |
| 9.             | Black Mamba         | 5:00  |
| 10.            | Mango Surprise      | 1:44  |
| 11.            | Bends Like A Willow | 4:53  |
| 12.            | Far Alaska          | 4:06  |
| 13.            | The Dog-Ear Years   | 3:34  |
| 14.            | A Gift Of Roses     | 3:54  |
| Celková délka: | Celková délka:      | 54:50 |